# TVR Chimaera
El TVR Chimaera es un automóvil deportivo biplaza descapotable diseñado y construido por el fabricante británico TVR entre 1992 y 2003, durante el liderazgo de Peter Wheeler. El nombre se deriva de Chimaera, la criatura monstruosa de la mitología griega, que se hizo de las partes de varios animales.
El coche utiliza el mismo chasis tubular como el modelo Griffith y utilizó los mismos derivados del motor Rover V8.
El modelo Chimaera estaba destinado a ser el auto de larga distancia de la gama y, como tal, era más largo, más amplia y tenía suspensión ligeramente más suave que su modelo hermano (el Griffith).